# Will Smith
Willard Carroll Smith II (født 25. september 1968 i Philadelphia), også kendt under sit kunstnernavn The Fresh Prince, er en amerikansk skuespiller og rapper. Han begyndte sin skuespillerkarriere med hovedrollen som en fiktiv udgave af sig selv på NBC-sitcom Rap fyr i L.A. (1990-1996). Smith har modtaget flere anerkendelser, herunder en Oscar-pris og fire Grammy-priser. Fra 2022 har hans film indtjent over $9,3 milliarder globalt, hvilket gør ham til en af Hollywoods mest bankable stjerner.
Smith opnåede først anerkendelse som en del af en hiphop-duo med DJ Jazzy Jeff, med hvem han udgav fem studiealbum og de amerikanske Billboard Hot 100 top 20-singler "Parents Just Don't Understand", "A Nightmare on My Street", "Summertime", "Ring My Bell" og "Boom! Shake the Room" fra 1984 til 1994. Han udgav soloalbummene Big Willie Style (1997), Willennium (1999), Born to Reign (2002) og Lost and Found (2005), som indeholdte singlerne "Gettin' Jiggy wit It" og "Wild Wild West". Han har modtaget fire Grammy Awards for sine rap-præstationer.
Smith opnåede bredere berømmelse som hovedrollen i film som actionfilmen Bad Boys (1995), dens efterfølgere Bad Boys II (2003) og Bad Boys for Life (2020) samt science fiction komedierne Men in Black (1997), Men in Black II (2002) og Men in Black 3 (2012). Efter at have spillet hovedrollen i thrillerne Independence Day (1996) og Enemy of the State (1998) modtog han Oscar-prisen for bedste mandlige hovedrolle for sin skildring som Muhammad Ali i Ali (2001) og som Chris Gardner i Jagten på lykke (2006). Derefter medvirkede han i en række kommercielt succesfulde film, bl.a I, Robot (2004), Stor Ståhaj (2004), Hitch (2005), I Am Legend (2007), Hancock (2008), Syv liv (2008), Suicide Squad (2016) og Aladdin (2019).
For sin skildring af Richard Williams i det biografiske sportsdrama King Richard (2021) vandt Smith Oscar-prisen, BAFTA-prisen, Golden Globe-prisen og Screen Actors Guild Award for bedste mandlige hovedrolle.

## Familie og tidlige liv
Født i West Philadelphia, Smith boede også i Germantown i Northwest Philadelphia. Hans mor, Caroline (født Bright), var skoleadministrator og arbejdede for skolebestyrelsen i Philadelphia og hans far, Willard Christopher Smith var køletekniker. Han voksede op som baptist. Hans forældre blev separeret, da han var tretten og blev faktisk ikke skilt før omkring år 2000.
Det er usandt, men bredt rapporteret, at Smith afslog et stipendium for at deltage i Massachusetts Institute of Technology (MIT); han har aldrig været anvendt på skolen selv om han blev optaget på et "pre-engineering program" der. Ifølge Smith, "Min mor, der arbejdede for skolebestyrelsen i Philadelphia, havde en ven, der var officer på MIT. Jeg havde temmelig høje SAT scoringer og de havde brug for sorte børn, så jeg kunne sandsynligvis godt komme ind. Men jeg havde ikke til hensigt at gå på college (universitet)."

## Musikkarriere
Will Smith startede sin musikkarriere som MC i hip-hop duo'en DJ Jazzy Jeff & The Fresh Prince, sammen med sin barndomsven Jeffrey "DJ Jazzy Jeff" Townes som turntablist og producer samt Ready Rock C (Clarence Holmes) som på beatboxing. Duo'en blev kendt for at udføre humoristiske radio-venlige sange, især "Parents Just Don't Understand" og "Summertime". De modtog kritikerros og vandt den første Grammy Award i rap kategorien i 1988.
Smith brugte sine penge frit omkring i årene 1988 og 1989 og underbetalte sine indkomstskatter. Internal Revenue Service tildelte ham en skattegæld på 2,8 millioner dollar og beslagde mange af hans ejendele og garneret hans indkomst. Smith var næsten gået fallit i 1990, da NBC underskrev ham en kontrakt på sitcomet The Fresh Prince of Bel-Air Sitcomet blev en succes og således begyndte hans skuespillerkarriere.
I 1997, gik Smith solo og udgav sit debutalbum, Big Willie Style, der blandt andet indeholdte hit-singlen "Miami". Sit andet album, Willennium, blev udgivet i 1999, det tredje, Born to Reign, i 2002 hvilket på daværende tidspunkt solgte 237.000 eksemplarer alene i USA. Smiths seneste album, Lost and Found, blev udgivet den 29. marts 2005 og blev den 6. juli 2005 certificeret med Guld af RIAA for 500.000 solgte eksemplarer. Lost and Found indeholder også hit-singlen "Switch".
Den 19. august 2011 blev det annonceret, at Smith var vendt tilbage til musikstudiet med producer La Mar Edwards for at arbejde på sit femte studiealbum. La Mar Edwards har arbejdet med kunstnere som T.I., Chris Brown og Game.

## Skuespillerkarriere
Will Smiths første store filmroller var i dramaet Six Degrees of Separation (1993) og actionfilmen Bad Boys (1995), hvori han spillede sammen med Martin Lawrence.
I 1996, medvirkede Smith i Roland Emmerichs Independence Day. Filmen blev en massiv succes og var den næsthøjeste indtjenende film i historien på daværende tidspunkt. Han ramte senere guld igen i sommeren 1997 sammen med Tommy Lee Jones i sommerens filmhit Men in Black, hvor han spillede Agent J. I 1998, spillede Smith sammen med Gene Hackman i spionthrilleren Enemy of the State.
Han afslog at spille rollen som Neo i The Matrix til fordel for Wild Wild West (1999). Trods skuffelsen over Wild Wild West, har Smith senere udtalt, at han ikke har fortrudt sin beslutning, men udtalte, at Keanu Reeves' præstation som Neo var overlegen i forhold til, hvad Smith selv ville have opnået. Selv i interviews efterfølgende for udgivelsen af Wild Wild West udtalte han, at han "lavede en del fejl på Wild Wild West. Det kunne have været bedre."
I 2001, spillede han rollen som bokseren Muhammad Ali i Michael Manns biografisk film Ali. I 2002, gentog han rollen som Agent J. i efterfølgeren Men in Black II og ligeledes i 2003 gentog han rollen som Mike Lowrey i Bad Boys II. I 2004, spillede han hovedrollen som Dt. Del Spooner i den filosofisk anlagt film I, Robot, der handler om kunstig intelligens og mere præcist de tre love (der oprindeligt blev formuleret af science fiction-forfatteren Isaac Asimov og blandt andet beskrevet i novellen af samme titel som filmen). I 2005, spillede han hovedrollen i den romantiske komediefilm Hitch sammen med blandt andet Eva Mendes. Samme år blev Smith også optaget i Guinness Rekordbog efter han havde deltaget i tre premierer i en 24-timers periode.
I 2006, spillede han hovedrollen som Chris Gardner i The Pursuit of Happyness – der er baseret på Gardners næsten et års kamp mod hjemløshed. Smith blev nomineret til en Oscar for bedste skuespiller. Den 10. december 2007 blev Smith hædret ved Grauman's Chinese Theatre på Hollywood Boulevard. Smith afsatte et aftryk af sine hænder og fødder uden for det verdenskendte teater foran mange fans. Senere samme måned havde Smith hovedrollen i I Am Legend, udgivet den 14. december 2007. Trods marginalt positive anmeldelser var det det største nogensinde for en film udgivet i USA i løbet af december måned. I 2008, spillede han hovedrollen som John Hancock i superheltefilmen Hancock. Den 1. december 2008 rapporterede TV Guide, at Smith er blevet udvalgt som en af Amerikas top ti mest fascinerende mennesker i 2008.
Den amerikanske præsident Barack Obama har udtalt, at hvis en film nogensinde skulle laves om sit liv, ville han have Will Smith til at spille sin rolle, fordi "han har ørerne". Obama erklærede, at de to har drøftet muligheden for en film baseret på præsidentvalget i 2008, men dette ikke kan ske før udløbet af Obamas præsidentskab i 2016.
Men in Black 3 blev udgivet den 25. maj 2012 med Smith der igen havde gentaget rollen som Agent J. Dette var hans første store hovedrolle i fire år. Det forlyder ligeledes at Smith vil medvirke i Men in Black 4.
Will Smith og hans søn, Jaden Smith, har afsluttet optagelserne til After Earth, der vil få biografpremiere i sommeren 2013.

## Privatliv
Will Smith giftede sig i 1992 med Sheree Zampino og sammen har de en søn Willard Christopher Smith III (født 1992) også kendt som "Trey", men det blev skilt i 1995.
Smith blev i 1997 gift med skuespillerinden Jada Pinkett Smith. Sammen har de fået to børn: Jaden Smith (født 1998) og Willow Smith (født 2000). Smith og hans familie er bosiddende ude for Los Angeles i Californien, men har også andre bopæle, blandt andet i Miami Beach i Florida, Philadelphia i Pennsylvania og Stockholm i Sverige.

## Diskografi

### Med DJ Jazzy Jeff
- Rock the House (1987)
- He's the DJ, I'm the Rapper (1988)
- And in This Corner... (1989)
- Homebase (1991)
- Code Red (1993)

### Solo
- Big Willie Style (1997)
- Willennium (1999)
- Born to Reign (2002)
- Lost and Found (2005)

## Filmografi
- Where the Day Takes You (1992)
- Made in America (1993)
- Six Degrees of Separation (1993)
- Bad Boys (1995)
- Independence Day (1996)
- Men in Black (1997)
- Enemy of the State (1998)
- Torrance Rises (1999)
- Wild Wild West (1999)
- Welcome to Hollywood (2000)
- The Legend of Bagger Vance (2000)
- Ali (2001)
- Men in Black II (2002)
- Bad Boys II (2003)
- A Closer Walk (2003)
- Jersey Girl (2004)
- Shark Tale (2004)
- I, Robot (2004)
- There's a God on the Mic (2005)
- Hitch (2005)
- The Pursuit of Happyness (2006)
- I Am Legend (2007)
- Hancock (2008)
- Syv liv (2008)
- Men in Black 3 (2012)
- After Earth (2013)
- Winter's Tale (2013)
- Focus (2015)
- Bad Boys III (2015)
- Suicide Squad (2016)
- Concussion (2016)
- Skønheden i alting (2016)
- Bright (2017)
- Aladdin (2019)
- Spies in Disguise (2019)
- Gemini Man (2019)
- Bad Boys for Life (2020)
- King Richard (2021)
- Emancipation (2022)
- Bad Boys: Ride or Die (2024)